# Riccardo Malipiero
Pour les articles homonymes, voir Malipiero.
Riccardo Malipiero est un pianiste et compositeur italien des périodes moderne et contemporaine né le 24 juillet 1914 à Milan et mort dans cette ville le 27 novembre 2003.

## Biographie
Riccardo Malipiero est le fils du violoncelliste Riccardo Malipiero. Il a fait ses études de piano au conservatoire de Milan, où il a obtenu son diplôme en 1932. En 1937, il a obtenu le diplôme de composition au conservatoire de Turin, pour poursuivre en suite des cours de perfectionnement avec son oncle Gian Francesco Malipiero au conservatoire Benedetto Marcello de Venise. De 1935 à 1947, il a été professeur au Lycée Musical "Appiani Vincenzo". En 1979, il rejoint le Conservatoire de Varèse où il a enseigné pendant de nombreuses années.
Dès 1938, il s'intéresse au dodécaphonisme dont l'influence est déjà sensible dans l'opéra Minnie la candida, créé en 1942 au Teatro Regio de Parme.
À partir de 1945, il utilise la technique dodécaphonique, tout en défendant fermement la liberté d'expression individuelle. En 1949, il fait partie des organisateurs du "Premier Congrès International de la musique dodécaphonique" à Milan, avec Luigi Dallapiccola, Bruno Maderna et Camillo Togni.
Ses compositions lui ont valu des critiques élogieuses internationalement, et ont reçu un très bon accueil lors des concerts.

## Œuvres

### Opéras
- Minnie la candida, opéra, livret du compositeur d'après le drame homonyme de Massimo Bontempelli (1942, création le 19 novembre 1942 Parme)
- La donna è mobile, opéra bouffe (1954, création le 22 février 1957 Milan)
- Battono alla Porta, opéra pour la télévision italienne (12 février 1962 RAI; version scénique 24 mai 1963 Gênes)

### Musique symphonique
- Concerto pour piano et orchestre (1937)
- Piccolo Concerto pour piano et orchestre (1945)
- Concerto pour piano et orchestre de chambre (1955)
- Concerto per Dimitri pour piano et orchestre (1961, création le 27 avril 1961 Festival de Venise)
- Concerto pour violon et orchestre (1952, création le 31 janvier 1953 Milan)
- Rapsodia pour violon et orchestre (1967)
- Concerto pour violoncelle et orchestre (1938)
- Concerto pour violoncelle et orchestre (1957)
- Triplo concerto pour violon, violoncelle et piano (1971, création le 16 janvier 1976 Milan)
- Canti pour alto et orchestre (1978, création le 17 mai 1982 Milan)
- Composizione concertata, pour cor anglais, hautbois, hautbois d'amour et cordes (création le 9 octobre 1982 Turin)
- Symphonie no 1 (1949)
- Symphonie no 2 - Sinfonia Cantata pour baryton et orchestre (1956, création le 19 mars 1957 New York)
- Symphonie no 3 "Nykteghersia" (1962, création le 10 avril 1960 Miami)
- Studi, pour orchestre (1953, création le 11 septembre 1953 Festival de Venise
- Cadencias (1964, création le 13 janvier 1965 radio Genève)

### Musique vocale
- Loneliness pour soprano et orchestre (1989)
- Voicequintett pour soprano et quatuor à cordes (1994)

### Musique de chambre
- Winterquintett pour clarinette et cordes (1976)
- Ciaccona di Davide pour alto et piano (1970)